# والتر ويليام كورتيس
والتر ويليام كورتيس (بالإنجليزية: Walter William Curtis)‏ هو كاهن كاثوليكي أمريكي، ولد في 3 مايو 1913 في جيرسي سيتي في الولايات المتحدة، وتوفي في 18 أكتوبر 1997 في Trumbull, Connecticut ‏ في الولايات المتحدة.